# ترس دروازه‌بان از پنالتی
ترس دروازه‌بان از پنالتی (به آلمانی: Die Angst des Tormanns beim Elfmeter) فیلمی در ژانر درام به کارگردانی ویم وندرس محصول سال ۱۹۷۲ است. در این فیلم بازیگرانی مثل آرتور براوس و کای فیشر بازی کرده‌اند.